# Prefectura pretoriană Illyricum
Prefectura pretoriană Illyricum (în latină praefectura praetorio per Illyricum, în greacă ἔπαρχότητα/ὑπαρχία [τῶν πραιτωρίων] τοῦ Ἰλλυρικοῦ, denumire mai scurtă Prefectura Illyricum) a fost una dintre cele patru prefecturi pretoriene (din latină praefectura praetorio, la singular) în care a fost organizat Imperiul Roman Târziu.
Centrul administrativ al prefecturii a fost orașul Sirmium (375-379) și, după anul 379, orașul Tesalonic. Numele prefecturii provine de la vechea provincie Illyricum, care la rândul său a fost numită după Illyria antică și în perioada sa de întindere maximă a cuprins Panonia, Noricum, Creta și cea mai mare parte a Peninsulei Balcanice, cu excepția Traciei.

## Istorie administrativă
Spre deosebire de celelalte trei prefecturi „clasice” menționate în Notitia Dignitatum (Galia, Italia-Africa și Orient), istoria administrativă timpurie a prefecturii Illyricum în cursul secolului al IV-lea a presupus abolirea, restabilirea și divizarea ei de mai multe ori.
Inițial, teritoriile care au făcut parte mai târziu din prefectura pretoriană Illyricum au aparținut prefecturii Italia, Illyricum și Africa. Ea a fost înființată ca prefectură pretoriană de sine stătătoare în timpul luptelor dinastice dintre fiii lui Constantin cel Mare, care au urmat morții împăratului în anul 337. Se pare că diocezele Macedonia, Dacia și Panonia au fost grupate pentru prima dată într-o prefectură pretoriană separată în anul 347 de către Constans, care le-a scos din prefectura pretoriană Italia, Africa și Illyricum (care a devenit apoi prefectura pretoriană a Italiei și Africii), sau că această prefectură pretoriană a fost înființată în anul 343 când Constans a numit un prefect pentru Italia.
Această prefectură a existat până în 361, când a fost desființată de împăratul Iulian, iar apoi a fost restabilită în perioada 375-379, în timpul domniei împăratului Grațian. În anul 379 dioceza Panonia (Illyricum occidentale, „Iliricul Occidental”) a fost atașată din nou prefecturii Italia ca „Dioceza Illyricum”, în timp ce Macedonia și Dacia (Illyricum orientale, „Iliricul Oriental”) au fost administrate pentru o scurtă perioadă direct de împăratul Teodosie I de la Tesalonic. În perioada 384-395 diocezele Macedonia și Dacia au fost din nou încorporate în prefectura Italia, cu excepția unei scurte perioade (388-391) când cele două dioceze au format o prefectură separată.

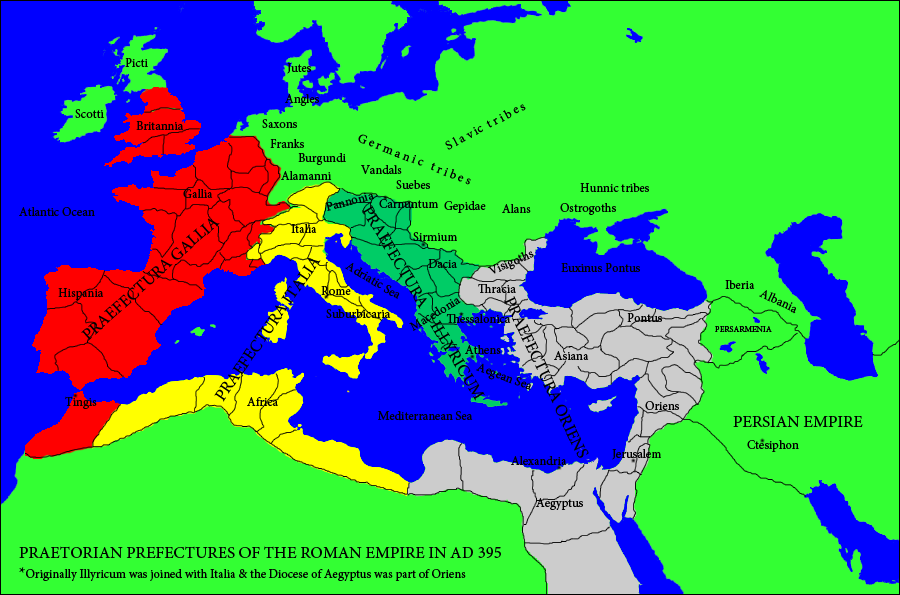
Cele patru prefecturi pretoriene în care a fost divizat Imperiul Roman Târziu (375-379)

Abia după moartea lui Teodosie I în 395 și divizarea imperiului, Illyricum a dobândit forma permanentă care este menționată în Notitia, încorporând diocezele Macedonia și Dacia și stabilindu-și drept capitală orașul Tesalonic. Cu toate acestea, Imperiul Roman de Apus a continuat să revendice aceste teritorii, în special în timpul regenței generalului Stilicon, până în 437 când împăratul apusean Valentinian al III-lea, în urma căsătoriei sale cu Licinia Eudoxia (fiica împăratului răsăritean Teodosie al II-lea), a recunoscut suveranitatea Imperiul Roman de Răsărit asupra prefecturii. Cu această ocazie, capitala prefecturii este menționată ca fiind orașul Sirmium (437-441), dar mutarea capitalei este un subiect contestat de istorici, întrucât regiunea nordică a Peninsulei Balcanice era la acea vreme răvășită de invaziile popoarelor migratoare. De asemenea, intenția împăratului răsăritean Iustinian I de a muta capitala prefecturii în noul oraș Iustiniana Prima în anii 540 a rămas neîmplinită.
În urma invaziilor slave din secolul al VII-lea, bizantinii au pierdut cea mai mare parte a teritoriului Peninsulei Balcanice și au păstrat controlul doar asupra părților Traciei din apropierea Constantinopolului, a Tesalonicului și a împrejurimilor sale, precum și a unor zone înguste de coastă din Grecia. Un prefect pretorian (ὕπαρχος) este atestat în surse ca guvernator al Tesalonicului în primii ani ai secolului al IX-lea, una dintre ultimele rămășițe ale vechiului sistem administrativ constantinian din întregul imperiu. În acea vreme, cu toate acestea, războaiele purtate cu oștile tot mai numeroase ale Bulgariei au necesitat o reorganizare a provinciilor, iar Tesalonicul a fost organizat ca o themă distinctă condusă de un strategos cândva înaintea anului 840.

## Lista depraefecti praetorio per Illyricum
- Vulcacius Rufinus (347-352)

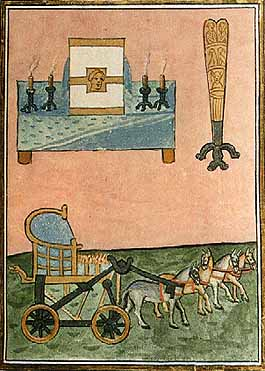
Însemnele puterii prefectului pretorian al Illyricumului

- Quintus Flavius Maesius Egnatius Lollianus Mavortius (355-356)
- Anatolius (-360)
- Florentius (360)
- Sextus Claudius Petronius Probus (c. 364)
- Quintus Clodius Hermogenianus Olybrius (378-379)
- Vettius Agorius Praetextatus (384, în același timp prefect pretorian al Italiei)
- Flavius Eutychianus (396-397)
- Anatolius (397-399)
- Herculius (408-410)
- Leontius (412-413)
- Flavius Junius Quartus Palladius (416-421, în același timp prefect pretorian al Italiei)
- Gessius (cândva între 421 și 443)
- Flavius Anthemius Isidorus (424)
- Flavius Simplicius Reginus (435)
- Eubulus (436)
- Thalassius (439)
- Apraeumius (441)
- Eulogius (c. 451)
- Valentinianus (452)
- Callicrates (468-469)
- Iohannes (472)
- Basilides (529)